# Metavers
El metavers o metaunivers (del prefix «meta», que significa «més enllà» i l'arrel «vers», derivat del mot «univers») és un concepte utilitzat generalment per a descriure una experiència immersiva i multisensorial en l'ús aplicat de diversos desenvolupaments tecnològics immersius d'internet. S'ha expandit àmpliament la creença que el mot prové de la novel·la Snow Crash publicada l'any 1992 per Neal Stephenson, ja que no es troben referències del terme anteriors a aquesta publicació.
El metavers, generalment està compost per múltiples espais virtuals tridimensionals, compartits i persistents, vinculats a un univers virtual percebut. En un sentit més ampli, el metavers no té per què referir-se sempre a mons virtuals, ja que també abasta les experiències multidimensionals d'ús i aplicació d'Internet en el seu conjunt, especialment l'espectre, combinant de la web 2.0, la realitat augmentada, la tecnologia de tercera dimensió i la realitat virtual.
En els metaversos, els humans interactuen social i econòmicament com a icones o avatars, per mitjà d'un suport lògic en un ciberespai que actua com a una metàfora del món real, però sense les limitacions físiques o econòmiques que aquest comporta.
S'han treballat aplicacions dels metaversos en el terreny de l'entreteniment, la teleeducació, la telesalut i, especialment, en el camp de l'economia digital.
Fins a principis dels 2000, l'experiència més exitosa i reconeguda de metaversos, ha estat Second Life. Actualment, s'espera que la corporació Meta (Facebook), propietat del magnat nord-americà Mark Zuckenberg, sigui l'encarregada de liderar la implementació i dels nous desenvolupaments en el camp dels metaversos en els pròxims anys, ja que és la companyia global que més recursos humans i tecnològics està invertint en aquest camp.
El 10 de gener del 2022, el Govern de la Generalitat de Catalunya, juntament amb la Cambra de Comerç de Barcelona, va anunciar el llançament del primer metavers català, el CatVers, «un espai digital immersiu obert» desenvolupat pel Centre Blockchain (CBCat).

## Història
El terme metavers té el seu origen en la novel·la Snow crash, publicada el 1992 per Neal Stephenson, que recrea un univers consensuat basat en el nostre propi univers (Stephenson 1933, p.25). En la novel·la el terme metavers fa referència a un món virtual fictici o a un espai virtual col·lectiu i compartit en freqüència creat per convergència i comptabilització amb un aspecte de la realitat externa.
En paraules de Neal Stephenson, el metavers és:
"La meva idea va sorgir quan em vaig trobar que algunes paraules existents tal com realista virtual eren simplement massa maldestres per ser utilitzdes." Neal Stephenson." Les paraules "avatar" (en el sentit en què són utilitzades en aquesta novel·la) així com "metavers", són invencions pròpies que sorgeixen quan certs termes existents com "realitat virtual" eren massa imprecisos per a ser utilitzats.
El model de ciutat simulada apareix en el Metaverse (Metavers), una construcció fictícia, digital, programada a partir de codi binari (a base d'uns i zeros). Es tracta de un "protocol computacional gràfic" de "peces de software".
Un any després de la publicació de la novel·la de Neal Stephenson, la casa editorial estatunidenca Steve Jackson Games, especialitzada en jocs de rol, de taula i de cartes, llançà un MOO anomenat "The metaverse" com a part de la seva BBS, Illuminati Online.
Al 2003, l'empresa desenvolupadora de Software Linden Lab, va presentar oficialment el seu mon de realitat virtual 3D, denominat: Second Life, un software amb experiències immersives, inspirades amb el concepte de metavers, les quals poden ser dissenyades pels usuaris, que interactua, juga i fa negocis.
Per a la tardor de 2021, el CEO de Facebook, Mark Zuckerberg, va anunciar de manera oficial que els metaversos són part fonamental de la visió de la seva empresa, fins al punt que va decidir de canviar el nom corporatiu a Meta. L'anunci anticipa que en els pròxims deu anys, META centrarà gran part dels seus esforços a la creació d'un Metavers obert i interoperatiu amb altres plataformes ja existents.

## Característiques
Edward Castronova, que és professor d'economia i telecomunicacions en la Universitat d'Indiana, ha realitzat estudis dels Metaversos. Identifica tres característiques fonamentals:
- Interactivitat: L'usuari pot interactuar amb el Metavers i comunicar-se amb la resta d'usuaris. Així doncs, els seus actes o comportament poden influir sobre objectes o usuaris.

- Corporeïtat: L'entorn al qual s'accedeix, està sotmès a certes lleis de la física, i té recursos limitats. A més, aquest accés és en primera persona.

- Persistència: Malgrat que no hi hagi cap usuari connectat al Metavers, el sistema segueix funcionant, sense aturar-se. A més, en tancar les sessions es guardaran les posicions en les quals estaven i tornaran al mateix punt en tornar a connectar-se.

Si s'analitza el concepte de Metavers des d'un sentit més ampli que no pas la definició de món virtual, atorgada per Stephenson l'any 1991, es poden dividir els mons sintètics en quatre tipus:
- Jocs i mons virtuals: Són entorns virtuals totalment immersius, en els que l'usuari se submergeix en una experiència de contacte amb altres usuaris i elements dins d'un món virtual. Aquest contacte pot estar orientat a un joc (com per exemple World of Warcraft), o més dirigit a l'aspecte social del metavers (com en Second Life).

- Mons mirall: Són representacions virtuals detallades d'un o diversos aspectes del món real. L'exemple més clar és el de Google Earth, que representa la geografia mundial mitjançant imatges aèries.

- Realitat augmentada: Consisteixen en l'aplicació de la tecnologia dels mons mirall per a aplicacions reals, que solucionen certes situacions en la nostra vida quotidiana. Aquestes eines expandeixen el món físic perceptible pels usuaris, establint una nova dimensió d'informació útil.

- "Lifelogging": Engloba els sistemes que recullen dades sobre la vida quotidiana, per tal de ser aplicades mitjançant estadístiques.

## Tecnologies que han impulsat el metavers
És cert que va ser Marck Zuckenberg qui últimament va confirmar a mitjans de 2021 que la seva companyia Facebook estava treballant en un metavers, però han estat una sèrie d'iniciatives les que, en els últims anys, li han donat a la tecnologia l'impuls necessari per poder crear-lo.
En primer lloc, a mitjans dels 1960, una pel·lícula anomenada El Pigmalió ja parlava d'unes ulleres que et transportaven a un altre univers, similars a les actuals ulleres de realitat virtual. Més endavant, entre els anys 60 i 70, fou l'època del cinerama. Aquest nom era l'utilitzat per parlar d'una sèrie de pel·lícules que, amb tres projectors sincronitzats a la sala de cinema, projectaven una imatge panoràmica en una pantalla corba, combinada amb set pistes que produïen un so estereofònic. Això produïa una gran experiència immersiva per l'espectador.
Durant els anys 90 es va posar en venta el primer dispositiu que permetia jugar a un videojoc amb unes ulleres de realitat virtual: Virtual Boy, però aquest fou un fracàs. No obstant això, durant primers anys del segle 21 es comencen a publicar les primeres càmeres de 360 graus, i la indústria dels videojocs comença a posar en venta jocs realitzats amb polígons 3D i píxels.
Cal mencionar també la realitat virtual mòbil, que neix amb un experiment de Google l'any 2010-2015. Durant aquest lustre, fabricants com HTC-Vive permeten per primera vegada a l'usuari interactuar amb aquest món virtual, i es produeix el salt major en aquest tipus de tecnologia amb l'arribada dels dispositius Oculus, de Facebook.
Del 2016 fins a l'actualitat la realitat virtual ha arribat massivament a les llars amb diferents iniciatives de marques com les que ja s'han mencionat, i Samsung o Play Station

## Impacte en la societat
Acttualment hi ha certa controvèrsia en el que fa referència a les conseqüències socials que un metavers podria comportar.
Marck Zuckenberg parla a la seva xerrada al canal de YouTube de Meta (el nou nom de Facebook) titulada The Metaverse and How We'll Build It Together del metavers com un lloc dins el qual podrem ajuntar-nos amb amics i família, treballar, estudiar, jugar, vendre, crear... Podrem estar a prop de persones de qui, a la realitat, estem a molta distància, tenint una mateixa sensació d'espai i fent contacte visual, de la mateixa manera que podrem visitar llocs on potser a la realitat no podríem accedir.
Això ha estat molt discutit per periodistes, crítics i gent dedicada a les xarxes socials, per la por que arribem a passar davant d'una pantalla més temps de l'actual, sense arribar a viure la nostra vertadera vida, i a les futures possibles addiccions a aquest metavers, tot i que el creador de l'antic Facebook explica al vídeo mencionat que no es tracta de passar més temps davant d'una pantalla, sinó que el temps que ja hi passem sigui millor.
D'altra banda, Zuckenberg menciona la possibilitat que tindrem d'expressar-nos de formes noves, divertides i completament immersives, amb avatars 3D que es mouran i imitaran els nostres gests i expressions facials, fet que ha fet qüestionar la privacitat de la qual es disposarà dins aquest metavers, ja que els sensors amb què els nous dispositius estaran equipats podran rastrejar fins al mínim dels nostres moviments oculars, i la reacció fisiològica que cadascun d'aquests ens provoqui.Frances Haugen, exempleada de Facebook, confessava la seva preocupació sobre aquests sensors amb les paraules omplir oficines i cases amb sensors que no són transparents és una pèssima idea.
Per acabar, també ha estat font de queixes el fet que es puguin ajuntar persones d'idees contràries i anar més lluny que una sèrie d'insults a les xarxes socials, degut també a la reputació de Facebook amb aquest conflicte d'idees, sobretot polítiques, polaritzades.

## Impacte en l'educació
La possibilitat d'una educació, és a dir, per fora de l'aula de classe, va ser proposta en la dècada dels seixanta per Marshall McLuhan, qui va proposar el concepte de "L'aula sense murs" en el text: "L'aula sense murs: investigacions sobre tècniques de comunicació", concepte amb el qual va proposar repensar l'educació més enllà de les parets de l'escola, és a dir, més enllà de les institucions formals de l'educació.
"Avui a les nostres ciutats, la major part de l'ensenyament té lloc fora de l'escola. La quantitat d'informació comunicada per la premsa, les revistes, les pel·lícules, la televisió i la ràdio excedeixen en gran manera la quantitat d'informació comunicada per la instrucció i els textos a l'escola. Aquest desafiament ha destruït el monopoli del llibre com a ajuda a l'ensenyament i ha enderrocat els murs de les aules de manera tan sobtada que estem confosos, desconcertats". (Carpenter i McLuhan, 1968: 235-236)
Gràcies a la tecnologia digital i a fenòmens com la web 2.0, la realitat augmentada i la realitat virtual, existeixen importants projectes que materialitzen l'ús dels metaversos aplicats en el camp de l'educació, recollint molts dels plantejaments proposats en el seu moment per Marshall McLuhan, tal com està ocorrent amb la iniciativa presentada pel polèmic empresari Mark Zuckerberg, qui va decidir apostar pels Metaversos.
Alguns dels possibles usos que els Metaversos podrien tenir en l'educació:
- Pràctiques en laboratoris: experiències immersives que ajuden a comprendre les eines de què disposen i permeten amb més seguretat fer experiments multipropòsit.
- Esdeveniments: acudir a exposicions o jornades on la informació es presenta a través d'experiències immersives.
- Visites a museus o a empreses on els metaversos estan incorporats en els recorreguts mitjançant informació audiovisual. Els estudiants aprenen sobre el tema de la visita al mateix temps que desenvolupen destresa tecnològica,
- Aprenentatges experimentals: gairebé totes les destreses permeten usar els Metaversos fent el contingut més atractiu. Per exemple, en arquitectura o enginyeria els models en 3D són molt útils per als estudiants.

## Impacte en l'economia digital
En el text Metauniversos el Internet del Futuro, l'expert acadèmic en informació digital: Gabriel E. Levy B,afirma que un dels majors impactes que portaran els metaversos per a la humanitat, no serà necessàriament en el món de l'entreteniment, on sens dubte té un espai guanyat per naturalesa, sinó que possiblement el major impacte es donarà en l'economia digital, ja sigui a través del creixent mercat dels Token No Fungibles (NFT), el món de la simulació immobiliària, el disseny de ciutats intel·ligents, el mercat de l'art digital o simplement el comerç minorista de qualsevol tipus de producte, factor que es veurà potenciat per l'accelerat creixement de la implementació de tecnologies digitals després de la pandèmia del 2020.
De la mateixa manera per a Levy Bravo, les companyies com Facebook (ara Meta Platforms) o Google seran un dels majors potenciadors de la implementació dels Metaversos, no només pel seu múscul financer, quantitat d'usuaris o mecanismes de finançament, sinó per l'experiència en la innovació en el sector TI, la qual cosa molt probablement us permetrà aquestes companyies liderar el desenvolupament i implementació de les tecnologies associades als Metaversos, molt segurament abans que qualsevol altre centre de recerca o Organització Global, la qual cosa representa un gran risc de monopolització:
"Ha d'evitar-se una concentració en aquest mercat, ja que aquests desenvolupaments haurien de servir tota la humanitat per igual i no exclusivament a un grup de Silicon Valley, tal com va passar amb altres serveis digitals".